# Mae La
Mae La (Thai แม่ลา, Karen မဲၣ်လး) ist ein Tambon (Gemeinde) und ein Dorf in der Thailändischen Provinz Tak. Bekanntheit erlangte Mae La durch das 1984 gegründete gleichnamige Flüchtlingslager. Mae La beherbergt (Stand 2024) zirka 37.000 Flüchtlinge aus dem benachbarten Myanmar bei einer Einwohnerzahl des Dorfes von 1.400 und der Gemeinde von 17.000 Personen. Damit ist es das größte der Flüchtlingslager entlang der thailändisch-myanmarischen Grenze, welche zirka 130.000 Menschen beherbergen.

## Geographie
Mae La liegt im Bezirk Tha Song Yang in der Provinz Tak. Das Dorf liegt wenige Kilometer von der Grenze zu Myanmar entfernt in der Dawna Bergkette. Das Gebiet der Gemeinde grenzt an den Fluss Moei und liegt im äußersten Nordwesten der Provinz Tak. Die Gemeinde ist über den Highway 105 von Mae Sot und Mae Sariang aus gut zu erreichen. Die Fahrt von Mae Sot aus dauert zirka eine Stunde für 57 Kilometer. Auf der myanmarischen Seite des Moei-Flusses befindet sich das Hauptquartier der Karen National Liberation Army KNLA 7. Brigade, und Stützpunkte der Karen National Army und der Armee der Zentralregierung. Die Gegend auf myanmarischer Seite ist spärlich bewohnt, es gibt keine größeren Ortschaften auf dieser Seite des Moei.

## Flüchtlingslager
Das Lager (Thai ค่ายผู้ลี้ภัยแม่ลา Karen မဲၣ်လးဒဲကဝီၤ, ဘဲကျီး Englisch Mae La refugee camp) hat eine Fläche von 1,8 Quadratkilometer und liegt direkt am Highway 105. Das Flüchtlingslager wurde 1984 gegründet, nachdem 1.100 Menschen vor den Kämpfen im benachbarten Myanmar über die Grenze geflüchtet waren. Die Bevölkerung des Lagers stieg stark an, nachdem die Armee die KNLA 1995 mit dem Fall von Manerplaw entschieden geschlagen hatte, und Flüchtlinge aus Sicherheitsgründen aus anderen Lagern nach Mae La verlegt worden waren. 1995 und 1996 wurde das Lager mehrmals von Truppen der Democratic Karen Buddhist Army DKBA überfallen, so dass es an den jetzigen Ort weiter entfernt von der Grenze verlegt werden musste. Das Lager diente als Transitlager für viele Flüchtlinge. Fast 100.000 Menschen wurden von Drittländern aufgenommen. 75 % davon gelangten in die USA. 1997 wurde das Lager abermals von der DKBA und der myanmarischen Armee überfallen. 2021 brach ein Feuer im Lager aus. Zirka 50 Behausungen fielen den Flammen zum Opfer. Das Lager wird vom christlichen Dachverband The Border Consortium (TBC) betrieben. Das TBC ist ein Zusammenschluss mehrerer christlicher Organisationen mit Sitz in Bangkok und arbeitet mit dem UNHCR zusammen, welche die Registrierung der Flüchtlinge vornimmt. Das Lager verfügt über mehrere Schulen, welche auch von Kindern aus anderen Lagern besucht werden. Es ist seit 2009 an das Stromnetz von Thailand angeschlossen und verfügt über Mobilfunk und Internet-Anschlüsse. Theoretisch dürfen die Bewohner das Lager nicht verlassen, Arbeiten ist ihnen legal nicht möglich. Praktisch ist es möglich, das Lager zu betreten oder zu verlassen, indem man eine Gebühr an die Sicherheitsmannschaften bezahlt. Dies führte in der Vergangenheit zu Problemen. Der Bewegungsradius und die Möglichkeiten der Flüchtlinge wurden mit der Zeit immer mehr eingeschränkt. Diese führte zu Depressionen und hohen Selbstmordraten unter den Lagerinsassen. Auch wurden die Mittel für das Lager in der Vergangenheit durch die Geberländer und Organisationen erheblich gekürzt. Das TBC wird fast ausschließlich durch staatliche Geber finanziert, davon kommen die Mittel zu 50 % aus den USA, aber auch Australien ist ein bedeutendes Geberland. Erschwerend kommt dazu, dass die Insassen des Lagers ständig in der Furcht leben, zurückgeschickt zu werden. 90 % der Bewohner stammen von der Minderheit der Karen, der Rest von den Minderheiten der Mon und der Shan.